# خيسوس فيريرو
خيسوس فيريرو (بالإسبانية: Jesús Ferrero)‏ هو صحفي وكاتب إسباني، ولد في 30 ديسمبر 1952 في سمورة في إسبانيا.